# Winkelpand Den Boer
Laanstraat 69 is een beschermd rijksmonument aan de Laanstraat in Baarn, in de provincie Utrecht.
Het woon-winkelpand is altijd een boekhandel geweest. Het is in 1905 verbouwd onder toezicht van de architecten Rigter en Van Bronkhorst naar het huidige uiterlijk in Jugendstilstijl. Naamgever was toen Hendrik Jacobus den Boer die het pand rond 1900 overnam van A. Fels die de zaak al sinds 1887 dreef. Op de etalageruit van de winkel prijkt daardoor Anno 1887. In de jaren daarna zijn er meerdere eigenaren/gebruikers geweest, maar de naam Den Boer is gebleven. Begin 21e eeuw is het pand op nummer 67 bij de winkel getrokken.
De etalage bestond oorspronkelijk uit één enorme ruit, de bovenlichten zijn van later datum. De inpandige portiek heeft nog de oorspronkelijke deur. Ook het interieur is bewaard gebleven. De stijl van de winkel met vaste kasten en deurtjes met glasroeden is zoveel mogelijk doorgetrokken in het gedeelte van het winkelpand op nummer 67 dat later bij de winkel is getrokken. 
Beeldbepalend is de driezijdige erker op de eerste verdieping. De vensters ernaast zijn in dezelfde stijl gemaakt, net als het venster in de dakpunt.